# Micromandibularia rufa
Micromandibularia rufa là một loài bọ cánh cứng trong họ Cerambycidae.